# Missione hamburger
(Kurt Bozwell usa spesso questa frase nel film.)
Missione hamburger (Good Burger) è un film del 1997 diretto da Brian Robbins.

## Trama
Ed, cassiere al fast food Good Burger, è ossessionato dal suo lavoro, tanto da non togliersi l'uniforme neanche quando si fa la doccia. Dexter Reed è un adolescente sfaticato che guida la macchina della madre, una Nissan 300ZX, pur non avendo la patente. Compiendo una consegna in roller-blade, Ed attraversa la strada proprio quando Dexter passa con la sua macchina, tagliandogli la strada e costringendolo a una brusca frenata che porta l'automobile a urtare la macchina del suo professore: il signor Wheat.
Dovendo ripagare i danni delle due macchine, Dexter decide di trovarsi un lavoro estivo, così trova impiego presso il Mondo Burger, enorme ristorante rivale del Good Burger che minaccia seriamente di fargli chiudere bottega. Dopo solo due giorni di lavoro al Mondo Burger, Dexter viene licenziato perché scoperto a canzonare il suo capo: Kurt Bozwell. Per affogare i dispiaceri nei frullati Dexter va al Good Burger, dove incontra Ed, il quale riesce a fargli ottenere un lavoro nella piccola locanda.
Dopo l'apertura del Mondo Burger gli affari per Good Burger vanno davvero male, ma in fondo al tunnel si intravede un barlume di luce dopo che Dexter assaggia accidentalmente la salsa di Ed, un condimento squisito che nessun altro aveva mai assaggiato, così decideranno di metterla nei loro hamburger e gli affari cominceranno ad andare a gonfie vele.
Kurt vuole a tutti i costi scoprire quali sono gli ingredienti della salsa, prima offrendogli dei soldi poi mandando una ragazza stupenda di nome Roxanne a corteggiarlo e farsi dare la ricetta, ma Ed non svela nulla. Intanto Ed e Dexter scoprono che il Mondo Burger usa un additivo illegale per fare aumentare di volume gli hamburger, ma Kurt riesce a catturarli e a farli rinchiudere in un manicomio. Presto li raggiungerà anche Otis, un commesso del Good Burger, che li ha beccati mentre mettevano nella salsa di Ed del veleno.
I tre ragazzi, riusciti a fuggire dal manicomio, ritornano immediatamente al Good Burger dove nessuno dovrà mangiare un panino a causa della salsa. Ed arriva proprio in tempo e placcando un'anziana signora riesce a evitarle di mangiare l'hamburger. Alla fine riescono a incastrare Kurt e farlo mettere in prigione per l'additivo illegale usato sugli hamburger.

## Sequel
Un sequel intitolato Missione hamburger 2 è stato pubblicato il 22 novembre 2023 su Paramount+. In Italia il film è stato distribuito sulla medesima piattaforma il 16 febbraio 2024.